# Robert Leinert

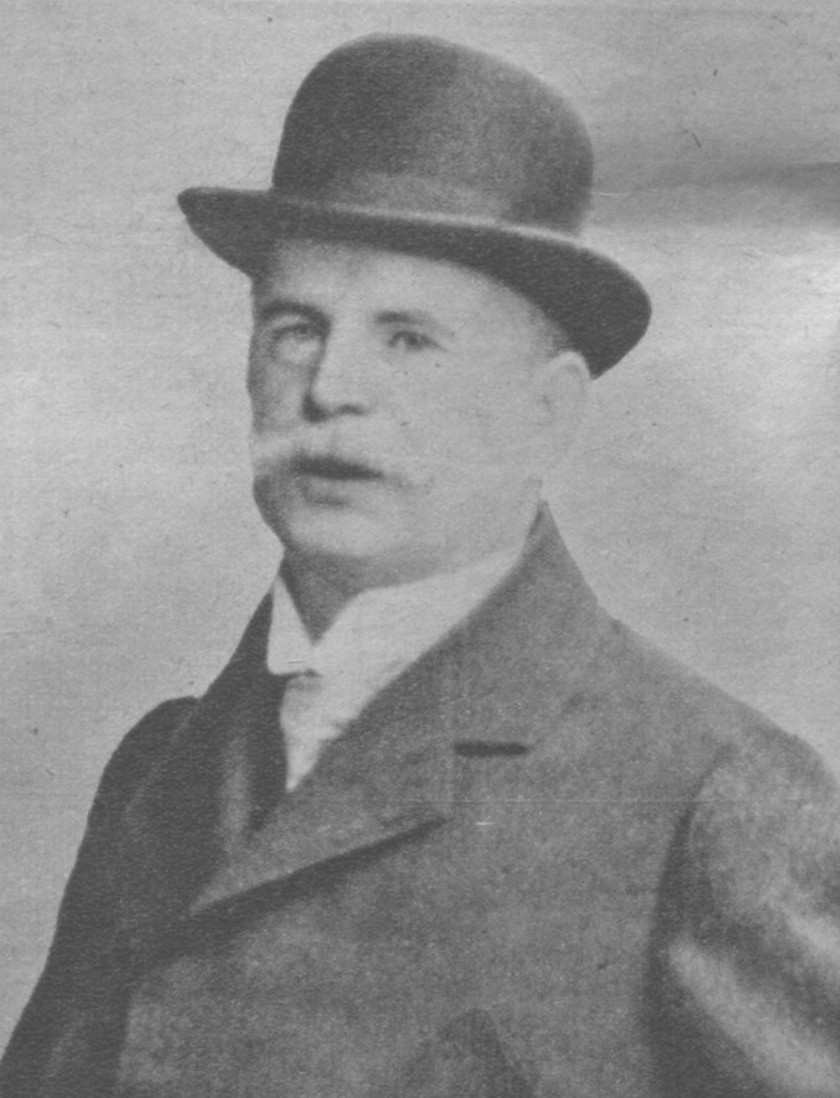
Robert Leinert, 1918

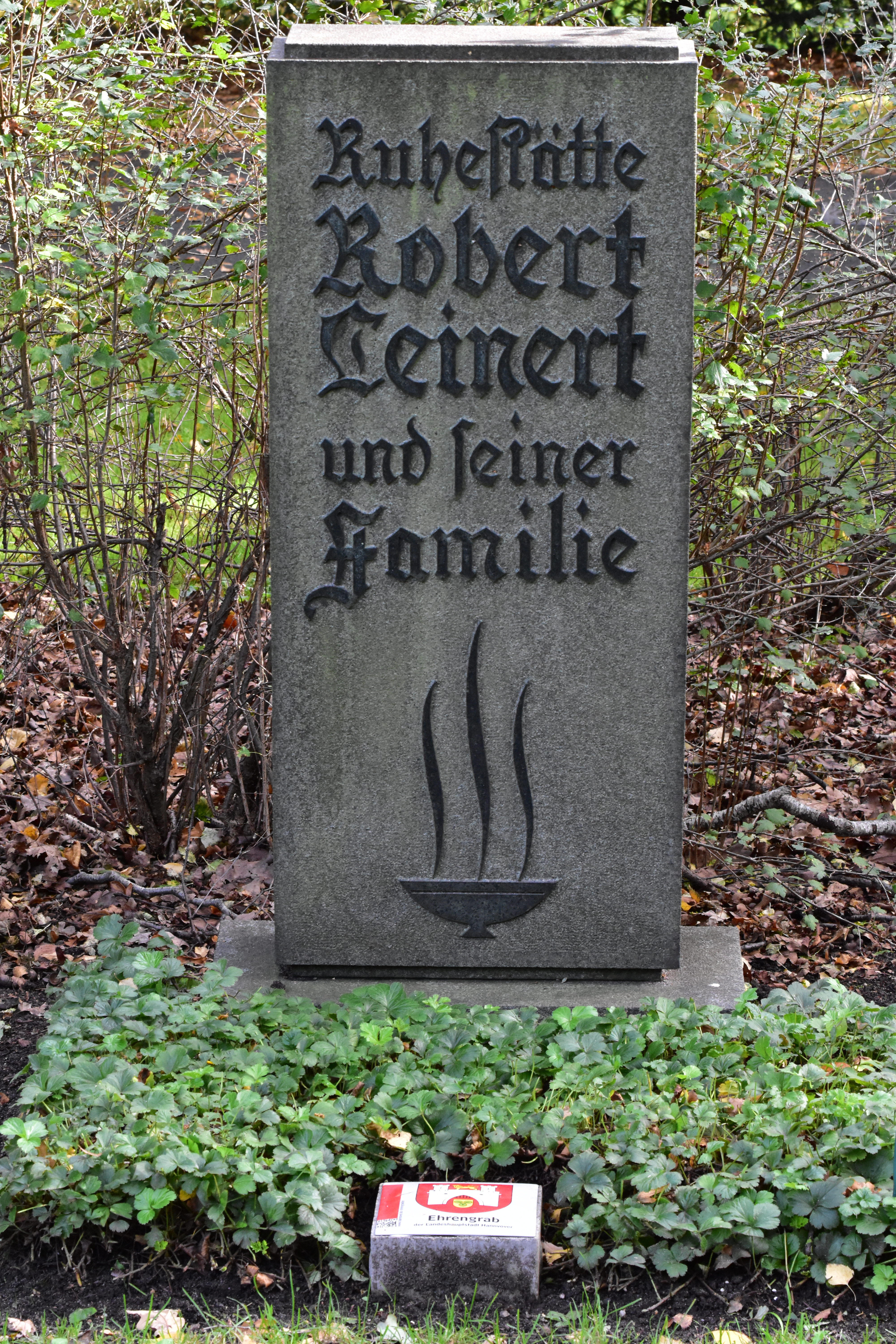
Ehrengrab von Robert Leinert auf dem Stadtfriedhof Stöcken

Robert Leinert (* 16. Dezember 1873 in Striesen bei Dresden; † 10. Februar 1940 in Hannover) war ein sozialdemokratischer deutscher Politiker und nach dem Ersten Weltkrieg der erste SPD-Oberbürgermeister von Hannover (1918–1924). 

## Leben

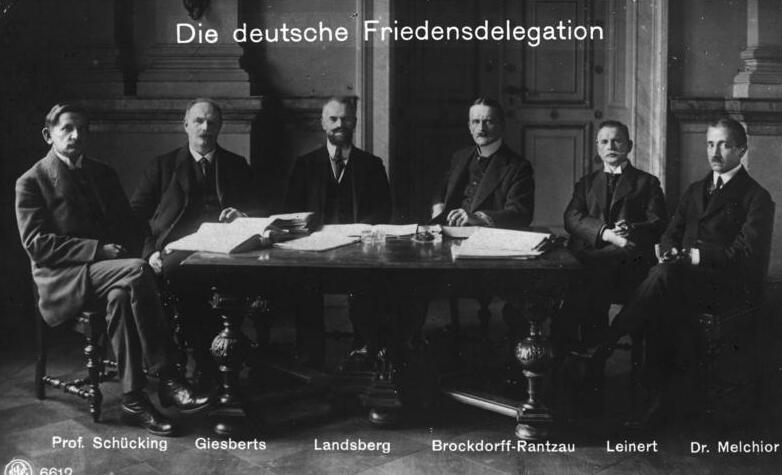
Leinert als Mitglied der deutschen Friedensdelegation in Versailles

Robert Leinert wurde als Sohn eines Töpfermeisters geboren. Er wuchs in einem Armenhaus auf und besuchte die Volksschule, bevor er nach einer Malerlehre als Geselle auf Wanderschaft nach Hannover gelangte, wo er in den Jahren 1900 bis 1902 als Arbeitersekretär der SPD, von 1903 bis 1905 als Redakteur der dortigen sozialdemokratischen Tageszeitung Volkswille und schließlich in den Jahren 1906 bis 1918 als Sekretär der SPD für die preußische Provinz Hannover tätig war.
Im Juni 1908 wurde Leinert zum ersten Mal in das Preußische Abgeordnetenhaus gewählt, dem er bis November 1918 angehörte. Während der Novemberrevolution war er Vorsitzender des hannoverschen Arbeiter- und Soldatenrats, den er auf die gemäßigte Politik der Mehrheitssozialdemokratie zu bringen verstand. Am 13. November 1918 wurde er von den Mitgliedern des Magistrats und den Bürgervorstehern einstimmig als Nachfolger des geflüchteten Stadtdirektors Heinrich Tramm zum Stadtoberhaupt mit dem Titel Oberbürgermeister gewählt; er war somit der erste sozialdemokratische Oberbürgermeister einer preußischen Großstadt überhaupt. In dieser Funktion wurde er von der bürgerlichen Bevölkerung der Stadt mit großem Misstrauen, ja Ablehnung bedacht.
Im Dezember 1918 wurde Leinert zu einem der drei Vorsitzenden des 1. Reichsrätekongresses in Berlin gewählt. Dieser wählte ihn auch in den 27-köpfigen Zentralrat der Deutschen Sozialistischen Republik, in dem er neben Max Cohen und Hermann Müller einer der Vorsitzenden war. Er drängte auf die möglichst rasche Wahl einer Deutschen Nationalversammlung und damit auf eine Entmachtung der Räte. Ende Januar 1919 wurde er zum Mitglied der Verfassunggebenden Preußischen Landesversammlung gewählt, die ihn bei ihrer konstituierenden Sitzung im März 1919 zu ihrem Präsidenten wählte. Als solcher wurde er von seiner Partei als Mitglied der deutschen Friedensdelegation zur Pariser Friedenskonferenz entsandt.
Leinert war ab 1921 auch Mitglied des Preußischen Landtags, dessen Präsident er bis zum Jahr 1924 war. Gerade wegen dieses Umstands war er „heftigen Angriffen seiner politischen Gegner ausgesetzt, die ihm unter anderem vorwarfen, dass er den Großteil seiner Zeit in Berlin verbringe und seine Aufgaben im Rathaus darüber vernachlässige“. So wurde er schließlich im Jahr 1924 in Hannover von der bürgerlichen Opposition im Bürgervorsteher-Kollegium um Heinrich Tramm als Oberbürgermeister gestürzt. Durch Beschluss des Bürgervorsteherkollegiums vom 5. September 1924 wurde er unter Rückgriff auf die Personalabbauverordnung zunächst zum 1. Oktober 1924 und schließlich zum 1. Januar 1925 in den Ruhestand versetzt. Sein Nachfolger wurde Arthur Menge. Dem Preußischen Landtag gehörte er bis 1933 an. Überdies vertrat Leinert die SPD vom September 1919 bis 1920 für den Wahlbezirk Hannover-Stadt und von 1921 bis 1925 für den Wahlbezirk Goslar-Zellerfeld im hannoverschen Provinziallandtag. Später war er auch Mitglied des Provinzialausschusses.
Im Jahr 1933 wurde ihm nach der Machtergreifung der Nationalsozialisten die Pension entzogen, für einige Zeit war er auch inhaftiert. Im Alter von 67 Jahren starb Robert Leinert am 10. Februar 1940 in Hannover. Sein Grab befindet sich auf dem Stadtfriedhof Stöcken in Hannover.

## Würdigungen

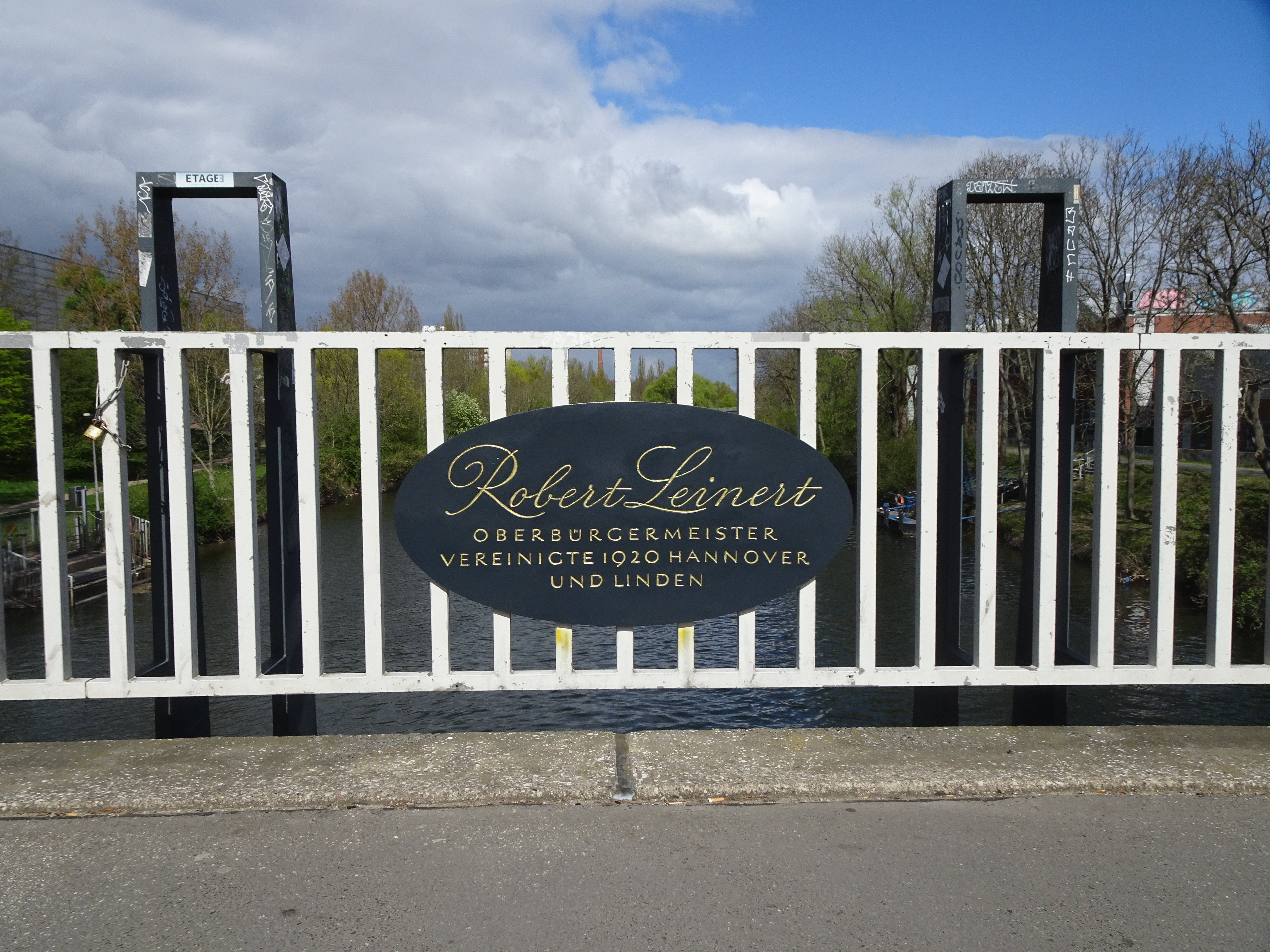
Schild auf der Leinertbrücke in Hannover

Im Jahr 1963 wurde eine Verbindung zwischen der Calenberger Neustadt und den Stadtteilen Linden-Mitte und Linden-Nord, die Leinertbrücke über die Ihme im Zuge der Spinnereistraße, nach Robert Leinert benannt. Im Jahr 2008 bemängelte der spätere Bürgermeister Thomas Hermann, dass sich viele Menschen kaum „[...] an den ersten demokratischen Oberbürgermeister Hannovers erinnern“ könnten. Er regte daher erläuternde „[...] Legendenschilder oder Informationstafeln“ auf der Leinertbrücke an.